# خوسيه ماريا أنتون
خوسيه ماريا أنتون (بالإسبانية: José María Antón)‏ هو لاعب كرة قدم إسباني، ولد في 19 مارس 1989 في مونوفار في إسبانيا. شارك مع منتخب إسبانيا تحت 19 سنة لكرة القدم. أما مع النوادي، فقد لعب مع ريال بيتيس وريال مدريد كاستيا وريال مدريد ونادي أويبست ونادي إيرميس أراديبو ونادي ريد بل سالزبورغ ونادي غيخيليو ونادي كونكينسي.

## وصلات خارجية
- خوسيه ماريا أنتون على موقع قاعدة بيانات كرة القدم.إي يو (الإنجليزية)
- خوسيه ماريا أنتون على موقع Soccerway.com (الإنجليزية)
- خوسيه ماريا أنتون على موقع عالم كرة القدم.نت (الإنجليزية)